# Binnenvisserij in Nederland

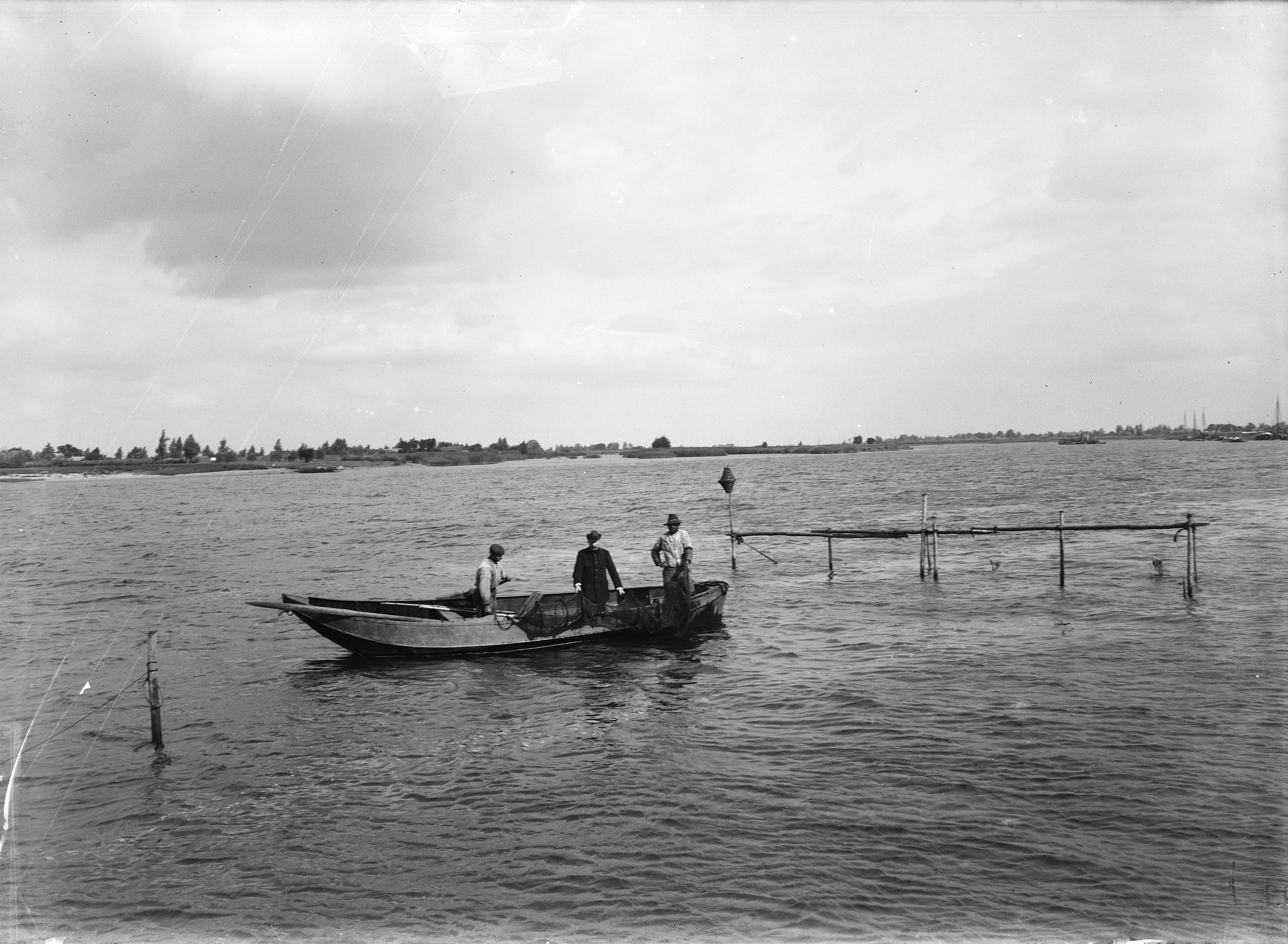
Vissers bij hun fuiken, Ammerstol

Visser bezig met het breien van een visnet. In zijn rechterhand houdt hij de breinaald, in de linkerhand de schiel die de maaswijdte bepaalt.

Binnenvisserij in Nederland wordt uitgeoefend in rivieren, kanalen, meren en sloten. Het wordt ook wel zoetwatervisserij genoemd en is de derde soort visserij naast kustvisserij en zeevisserij.

## Grens tussen zoet en zout
De grens tussen zoet en zout water is in Nederland eeuwenlang vaag geweest en ging nog wel eens heen en weer. De visserijwet van 1908 verstond onder zeevisserij het vissen buiten de territoriale wateren, onder kustvisserij het vissen in de territoriale wateren, de zeegaten, de open havens, de Dollard, de Lauwerszee, de Waddenzee, de Zuiderzee en de Zuid-Hollandse en Zeeuwse stromen. Onder binnenvisserij verstond de wet het vissen in de overige wateren. De precieze grens tussen binnenvisserij en kustvisserij werd vastgelegd in het binnenvisserijreglement. Na het leggen van de Afsluitdijk, het afsluiten van de Lauwerszee en het voltooien van de Deltawerken in Zeeland ontmoeten zoet en zout water elkaar alleen nog direct in de monding van de Westerschelde, de Nieuwe Waterweg en de Eems.

## Visrecht en reglementering
Keizers en koningen hadden van oudsher het recht op visserij en jacht. Ze konden dat recht in leen geven aan lagere overheden of als privilege geven aan steden en die konden het dan weer verpachten. De reglementering van o.a. gesloten perioden, toegestane vistuigen en maaswijdtes werd daardoor regionaal bepaald. Zo liet het Hof van Friesland in 1539 vier ijzeren schielen maken als norm voor de maaswijdtes van zegens. Er werd namelijk met te kleine mazen gevist zodat ook kleine visjes werden gevangen, waardoor de visstand gevaar liep. Het probleem was hardnekkig en in 1599 werden steden en grietenijen er door de Staten van Friesland aan herinnerd dat ze de maaswijdtes met die ijzeren schielen moesten controleren.
In de tijd van de Republiek der Zeven Verenigde Nederlanden ging het ‘leenrecht’ naar de provincies. De regionale verschillen in gesloten perioden, toegestane vistuigen en maaswijdtes bleven bestaan. Overbevissing was een algemeen probleem. De Staten van Holland en West-Friesland vaardigden in 1709 een Placaat op het visschen in de Rivieren, Meeren en Binnewateren uit, met als aanhef dat ‘vele baatzuchtige mensen en kwaadaardige bedervers van de visserij’ zich niets aantrekken van wetten en regels en zoveel vis vangen dat daardoor de legale visserijen ten onder gaan. Voor bepaalde vissoorten waren de maanden maart, april en mei gesloten en andere vissoorten mochten in die periode alleen met bepaalde vistuigen worden gevangen. Daarvoor golden verschillende maaswijdtes en bijvoorbeeld die voor de fuik werd omschreven als: 42 overgangen of 21 mazen in een el. Utrecht kwam in 1708 en 1764 met een vergelijkbaar plakkaten.
Tijdens de Bataafse Republiek werd onderscheid gemaakt tussen publieke en private visserij. Publiek was alle water dat niet in particulier bezit was en dus hoorde tot het gemeenschappelijk eigendom van het Bataafse Volk.
Direct na het uitroepen van de Bataafse Republiek in januari 1795 werd het vissen in publiek water vrijgegeven. Die vrijheid liep meteen uit de hand en er ontstond overbevissing. Nog in dat eerste jaar van de Bataafsche Vrijheid, op 18 augustus, verscheen de Publicatie op het visschen in de Rivieren, Meeren en Binnewateren (Vrijheid, gelijkheid, broederschap nr. 76) waarin de oude wetten en plakkaten weer in ere werden hersteld. In het reglement op het jagen, vogelen en vissen van 28 oktober 1799 werd bepaald dat een burger alleen in publiek water mocht vissen als hij zich had laten registreren (kosten 6 stuivers) en daarvan een schriftelijk bewijs bij zich droeg. Voor het vissen in privaat water was een geregistreerde consentbrief van de eigenaar of huurder nodig. Tijdens het Koninkrijk Holland kwam voor deze papieren het begrip acte van vergunning in gebruik. In de eerste Wet op de Jacht en Visserij na de Franse tijd, in 1814, werd het onderscheid tussen publiek en privaat viswater niet meer gemaakt. Om te mogen vissen moest men een acte kunnen tonen, die tegen betaling bij de Opperhoutvester kon worden verkregen. Alleen voor het vissen met de hengel in de hand was geen visakte nodig. In de wet stonden enkele verbodsbepalingen die voor het hele land golden, maar verder was de reglementering in handen van de provincies, zoals dat ook tijdens de Republiek het geval was geweest.

## Provinciale reglementen
Vanaf 1852 werd de reglementering van de binnenvisserij helemaal aan de provincies overgelaten. Vijf jaar later kwam er alweer een nieuwe wet, waarin de centrale overheid de regeling van de zalmvisserij naar zich toetrok omdat de provincies het er niet over eens werden. De wet kende twee visakten: de grote akte voor alle geoorloofde vistuigen en de kleine voor één toegestaan vistuig. Voor onvermogenden was de kleine akte gratis en voor vissen met de hengel in de hand was geen visakte nodig.
Voor de praktijk van de binnenvisserij (o.a. geoorloofde vistuigen, grootte van de mazen, gesloten periode) liet de centrale overheid alles, met uitzondering van de zalmvisserij, over aan de provincies. De provinciale reglementen liepen vrij sterk uiteen, wat vooral lastig was als een provinciegrens door het midden van een viswater liep.

### Toegelaten vistuigen
De vishaak, de visspeer, de fuik en de zegen zijn voorbeelden van vistuigen die tot de oudste vistuigen op de wereld behoren en in de Lage Landen was het niet anders. 
Het in 1899 gemaakte overzicht van de toegelaten vistuigen toont de variatie per provincie. Gemeenschappelijk waren de zegen met en zonder zak, de aalfuik, de aalkorf, het kruisnet of totebel, de dobber, de hengel, het schakelnet, de aalschaar of elger, de zetlijn en de zetangel, de beide laatsten ook wel fleur genoemd. 
Het aantal afgegeven visakten bewoog zich in de laatste decennia van de 19e eeuw rond de 20.000.
De visserijwet van 1963 is in 2020 nog steeds van kracht. Dat geldt ook voor het Reglement voor de binnenvisserij van 1985, waarin landelijk zijn toegelaten: zegen, aalzegen, aalhoekwant, aalfuik, aalkistje, aaldogger, visfuik, aaskuil, kruisnet, staand net, hengel, peur, kreeftenkorf, gebbe, schepnet en het elektrovisapparaat. In de Uitvoeringsregeling visserij is het gebruik van deze vistuigen beperkt naar plaats en tijd.

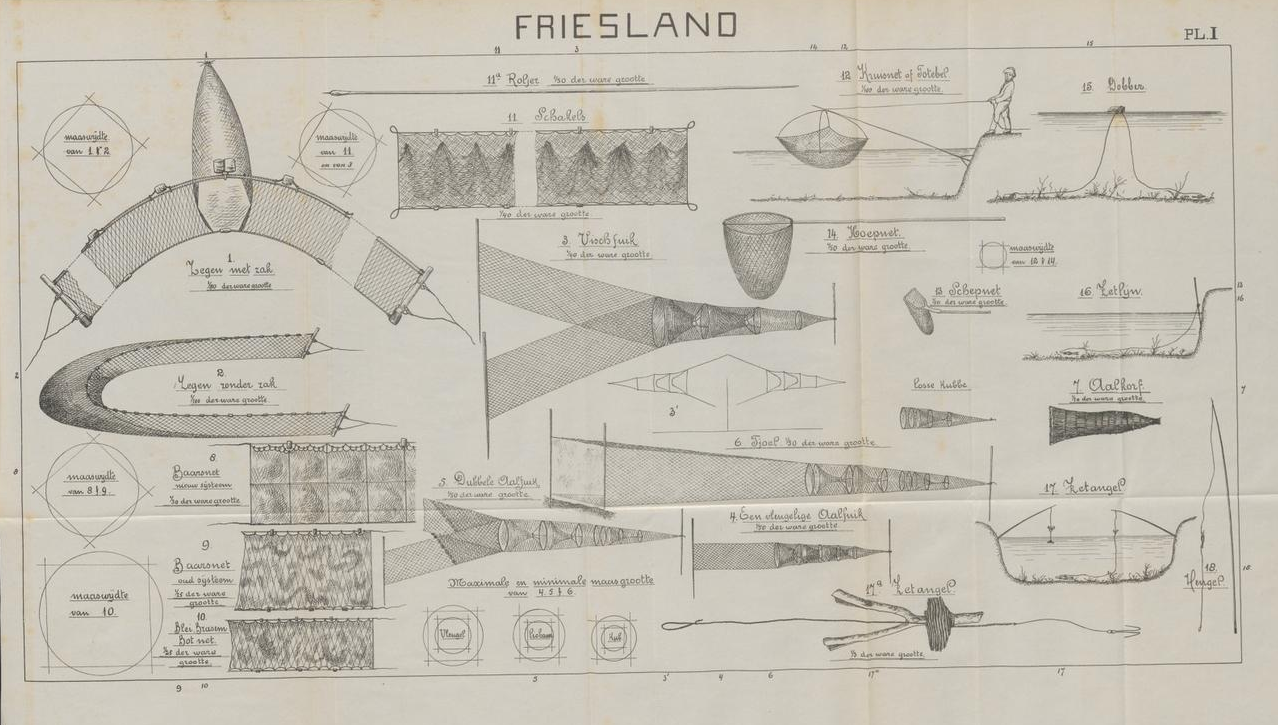
toegelaten vistuigen in Friesland 1899
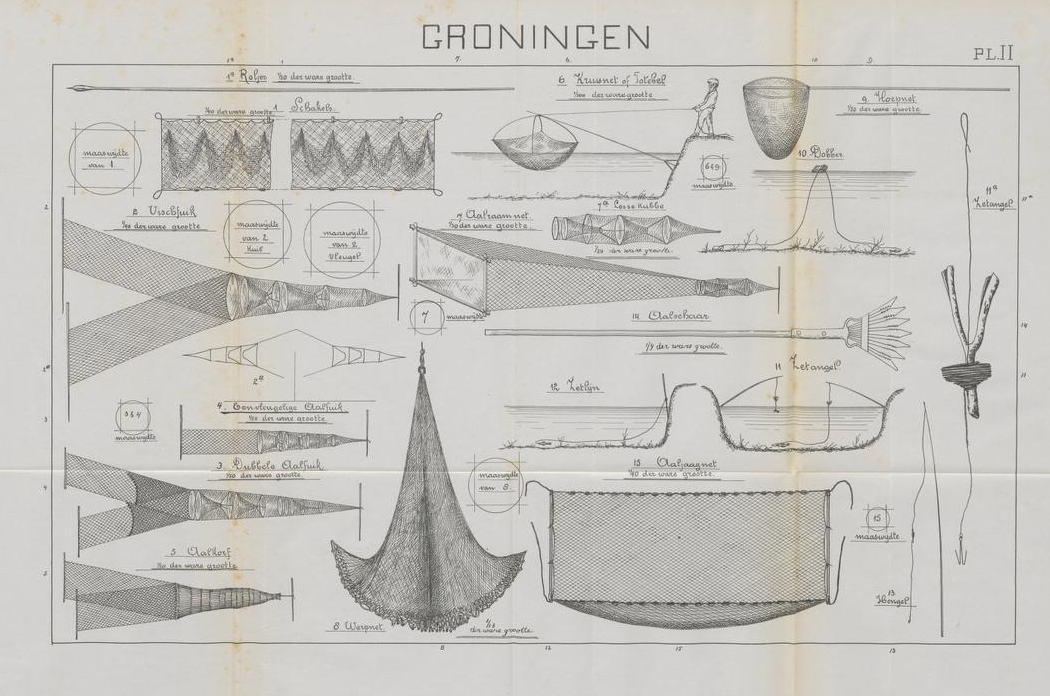
toegelaten vistuigen in Groningen 1899
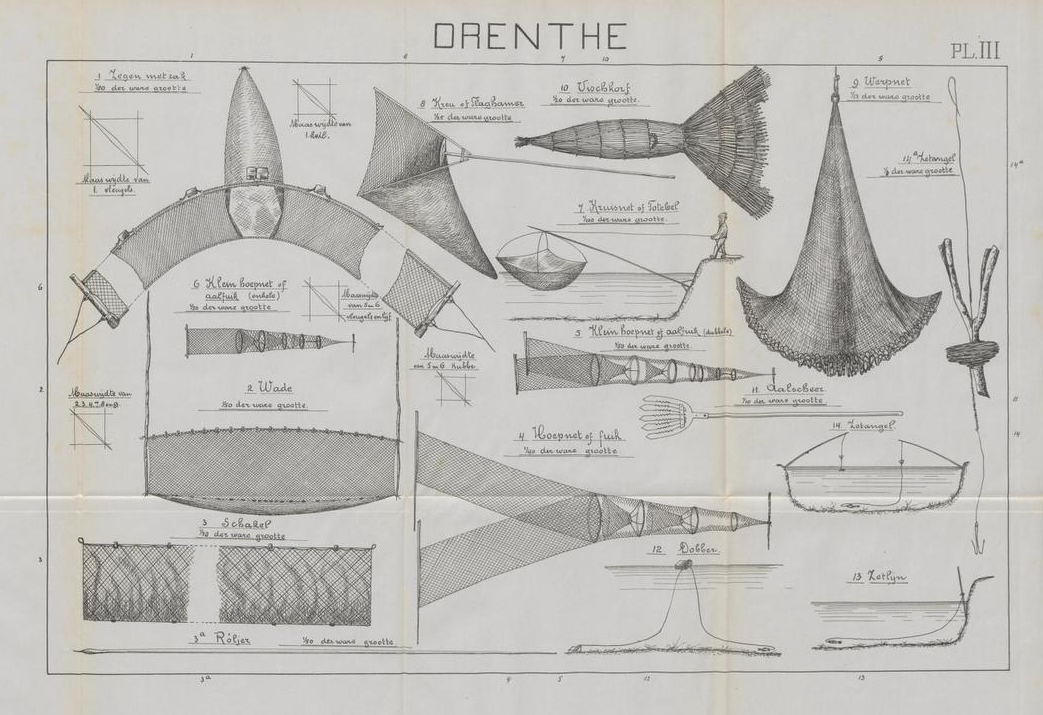
toegelaten vistuigen in Drenthe 1899
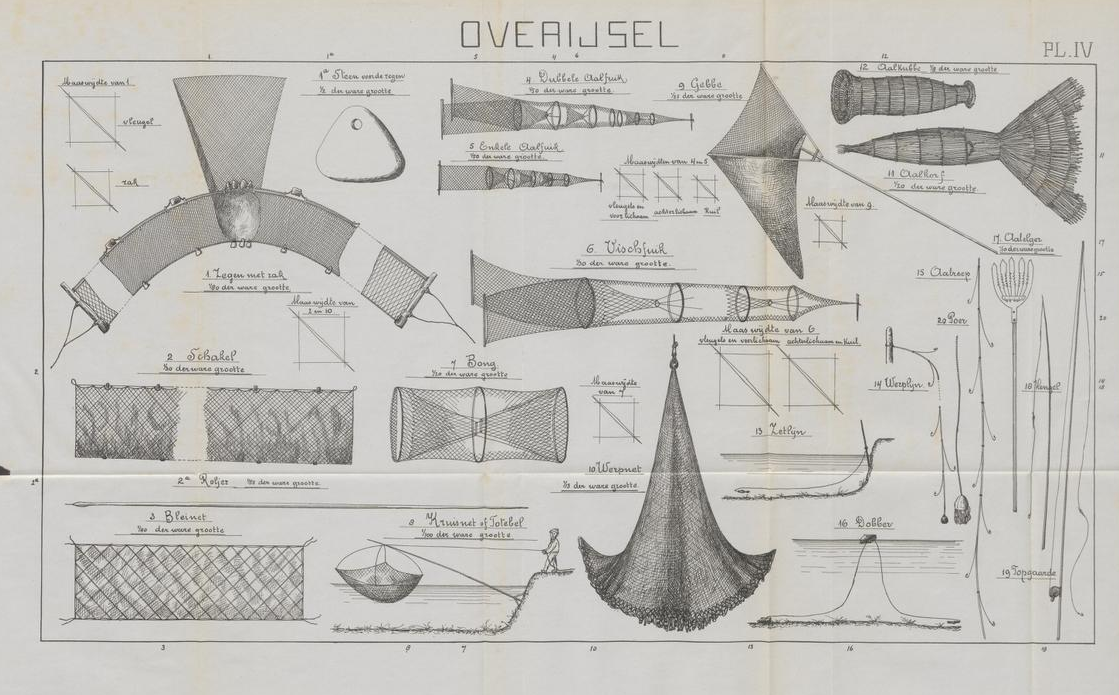
toegelaten vistuigen in Overijssel 1899
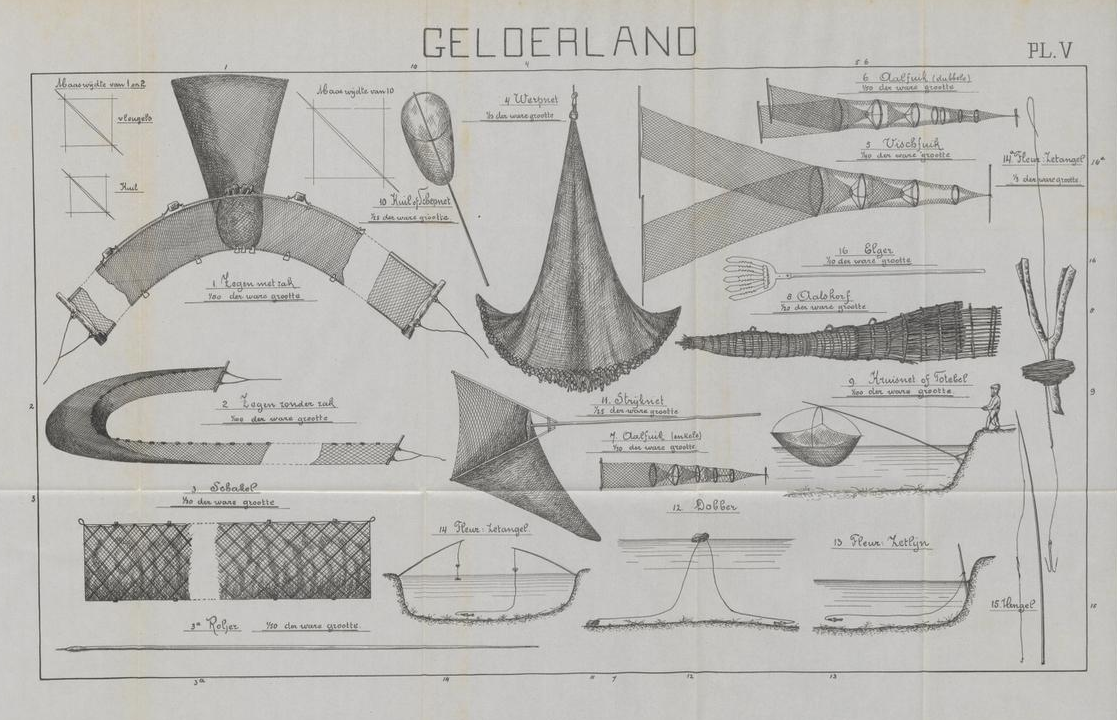
toegelaten vistuigen in Gelderland 1899
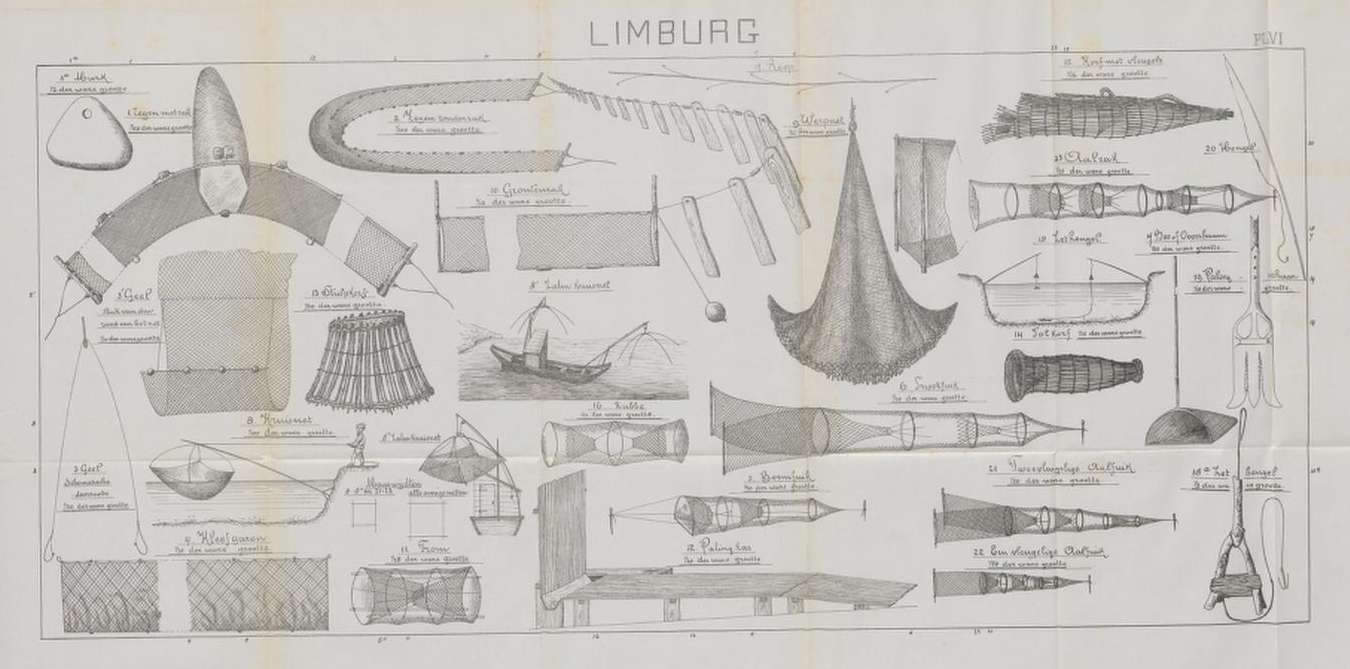
toegelaten vistuigen in Limburg 1899

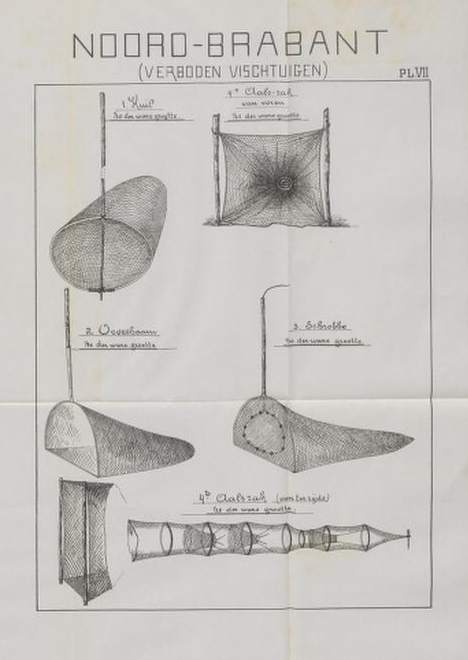
verboden  vistuigen in Noord-Brabant 1899
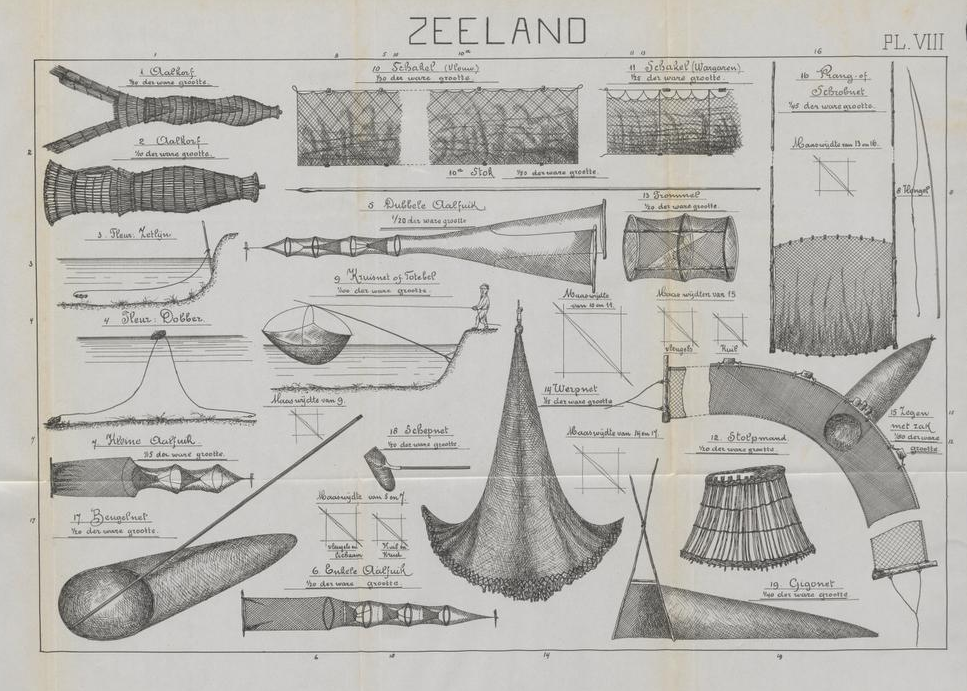
toegelaten vistuigen in Zeeland 1899
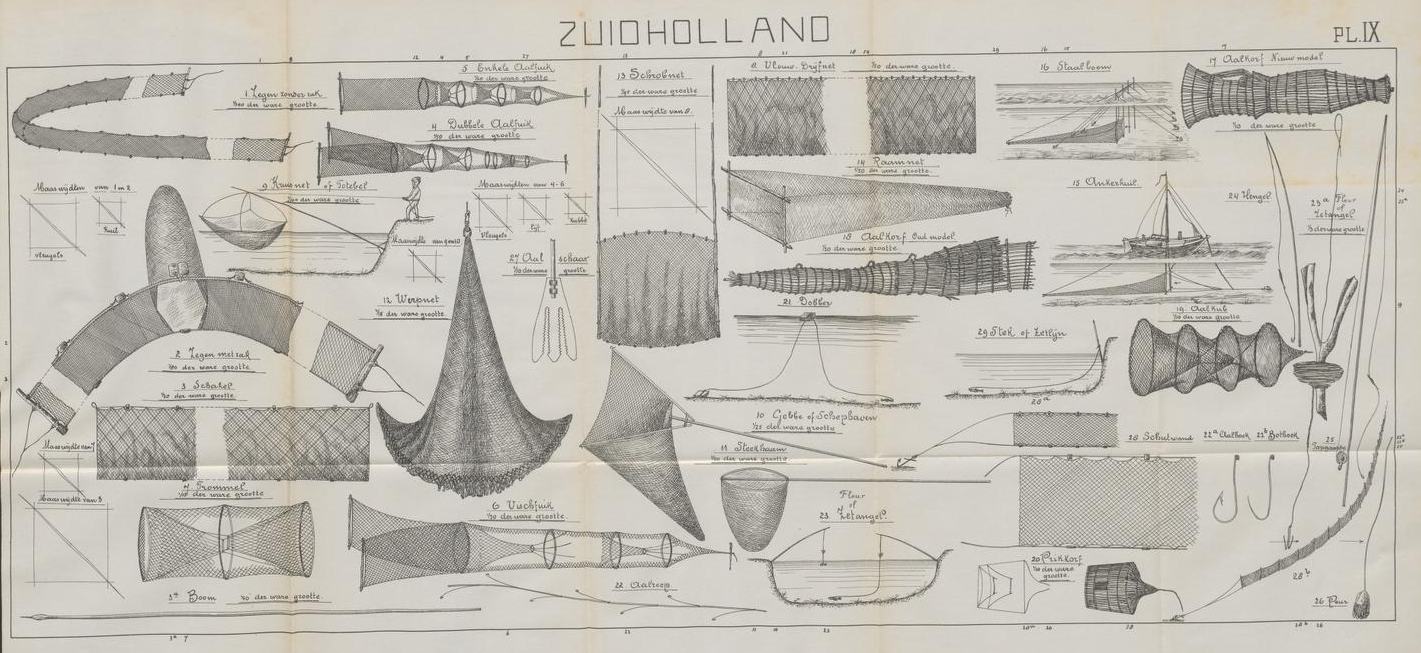
toegelaten vistuigen Zuid-Holland 1899
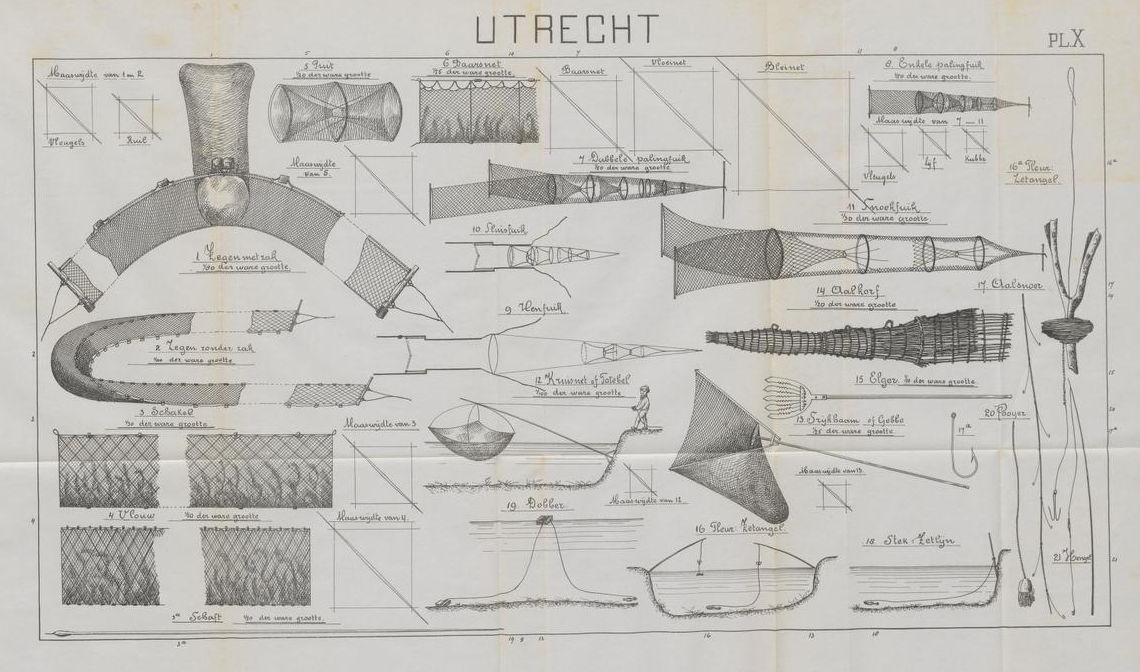
toegelaten vistuigen in Utrecht 1899
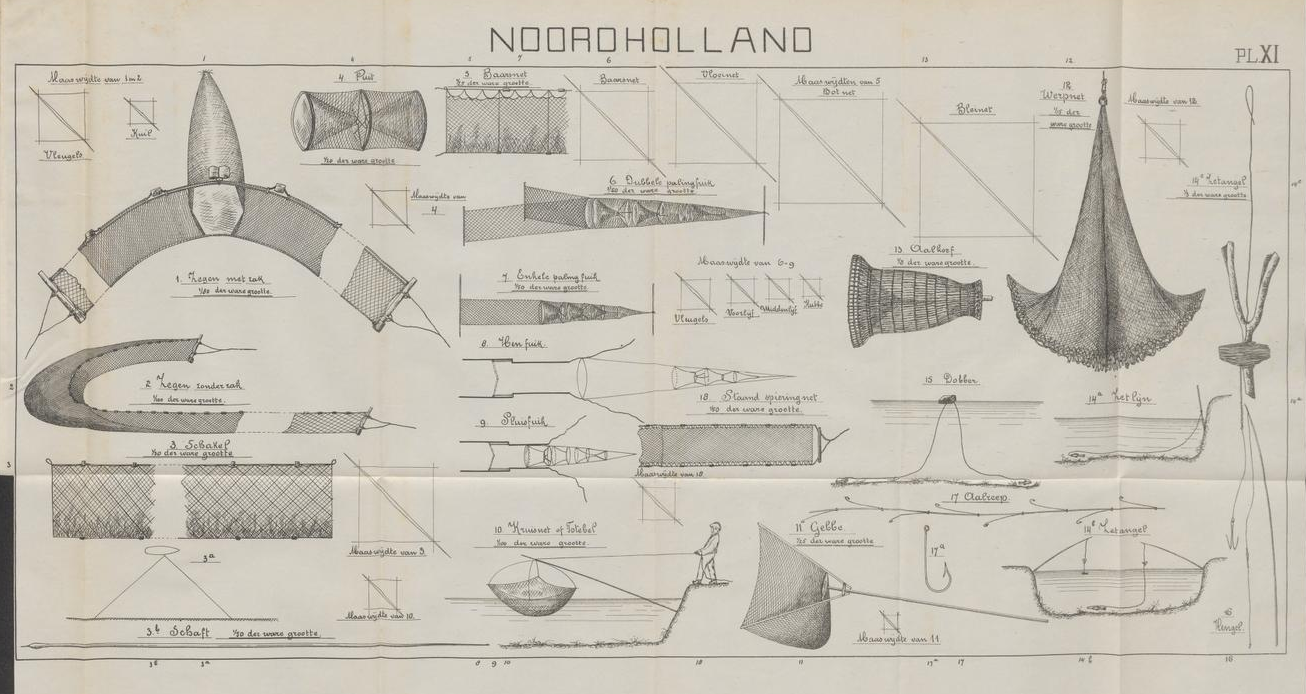
toegelaten vistuigen in Noord-Holland 1899

## Vissoorten

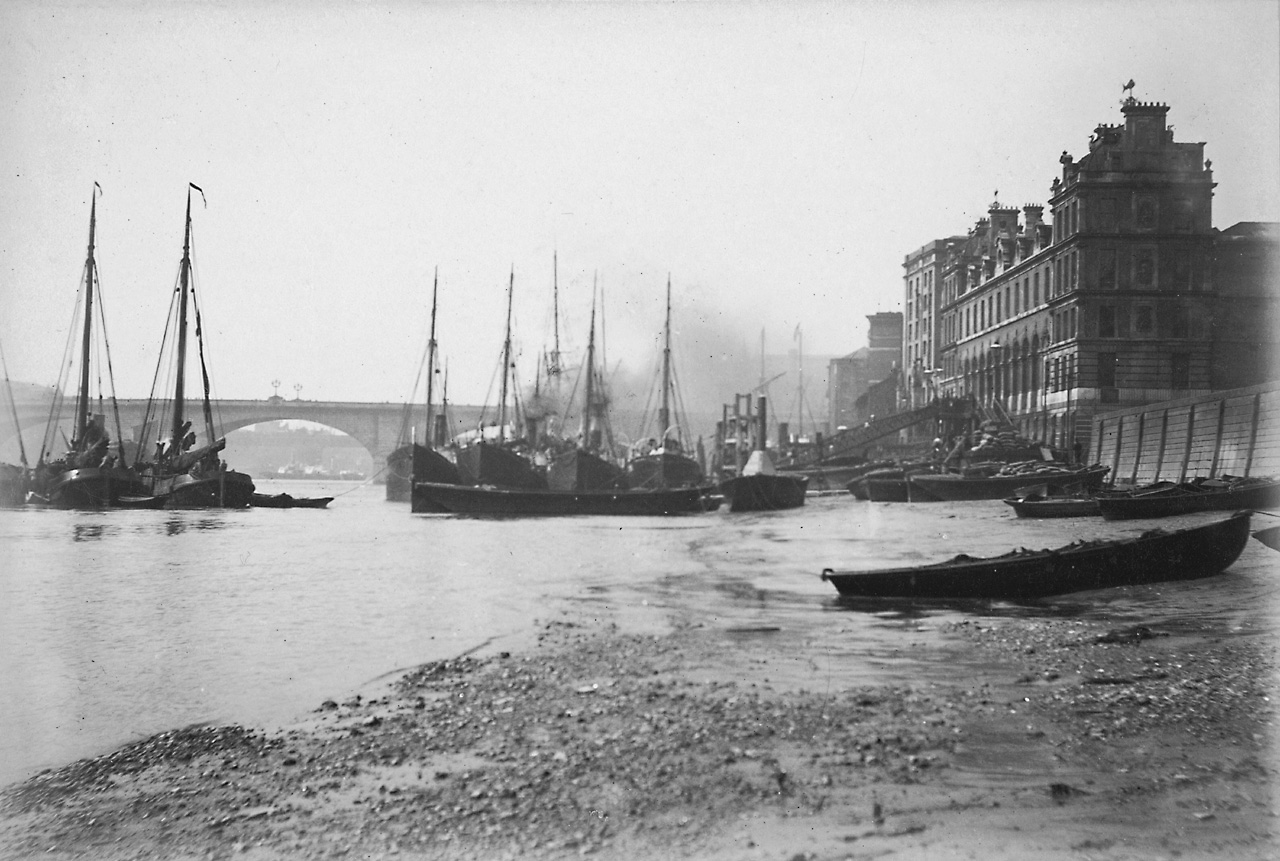
Friese palingaken afgemeerd bij Billingsgate, UK, 1886

Zoetwatervissen als snoek, brasem en karper werden in de middeleeuwen uitgevoerd naar Duitsland, net als trekvissen die afwisselend in zout- en zoetwater verkeren zoals zalm, elft, spiering en paling. Engeland werd vanaf het midden van de 14e eeuw een belangrijke afnemer van Nederlandse paling en vanaf omstreeks 1700 verplaatste die handel zich geleidelijk naar Friesland. Tot de Tweede Wereldoorlog hadden Friese palinghandelaren met hun palingaken een vaste ligplaats aan de Londense vismarkt Billingsgate.

## Viswater
Door het droogleggen van meren zoals in de 17e eeuw in Noord-Holland ging viswater verloren, door turfafgraving ontstonden er plassen en vaarten en kwam er viswater bij. In de 19e eeuw verminderde de hoeveelheid viswater in Noord- en Zuid-Holland door droogmakerijen als het Koegras, de Anna Paulownapolder, de Zuidplaspolder, de Haarlemmermeer en de IJpolders. De afsluiting van een groot deel van de Zuiderzee voegde het IJsselmeer toe aan het binnenwater en met het aanleggen van de IJsselmeerpolders werd er weer een deel aan onttrokken. Het werken aan een duurzame energietoekomst heeft als neveneffect dat verdere onttrekking van viswater zal plaatsvinden door de bouw van windmolens in het IJsselmeer, door drijvende zonneparken en door de aanleg van zonneatollen.

De industrialisatie in de 19e eeuw had als neveneffect waterverontreiniging en daardoor verslechtering van de kwaliteit van het viswater. Rivieren werden ten behoeve van de scheepvaart gekanaliseerd. Door de veranderde stroming werden paaiplaatsen ongeschikt en door stuwen en sluizen vaak onbereikbaar. Omstreeks 1950 kwam er nagenoeg een einde aan de riviervisserij door fulltime vissers.

## Ontwikkelingen in de 20e eeuw

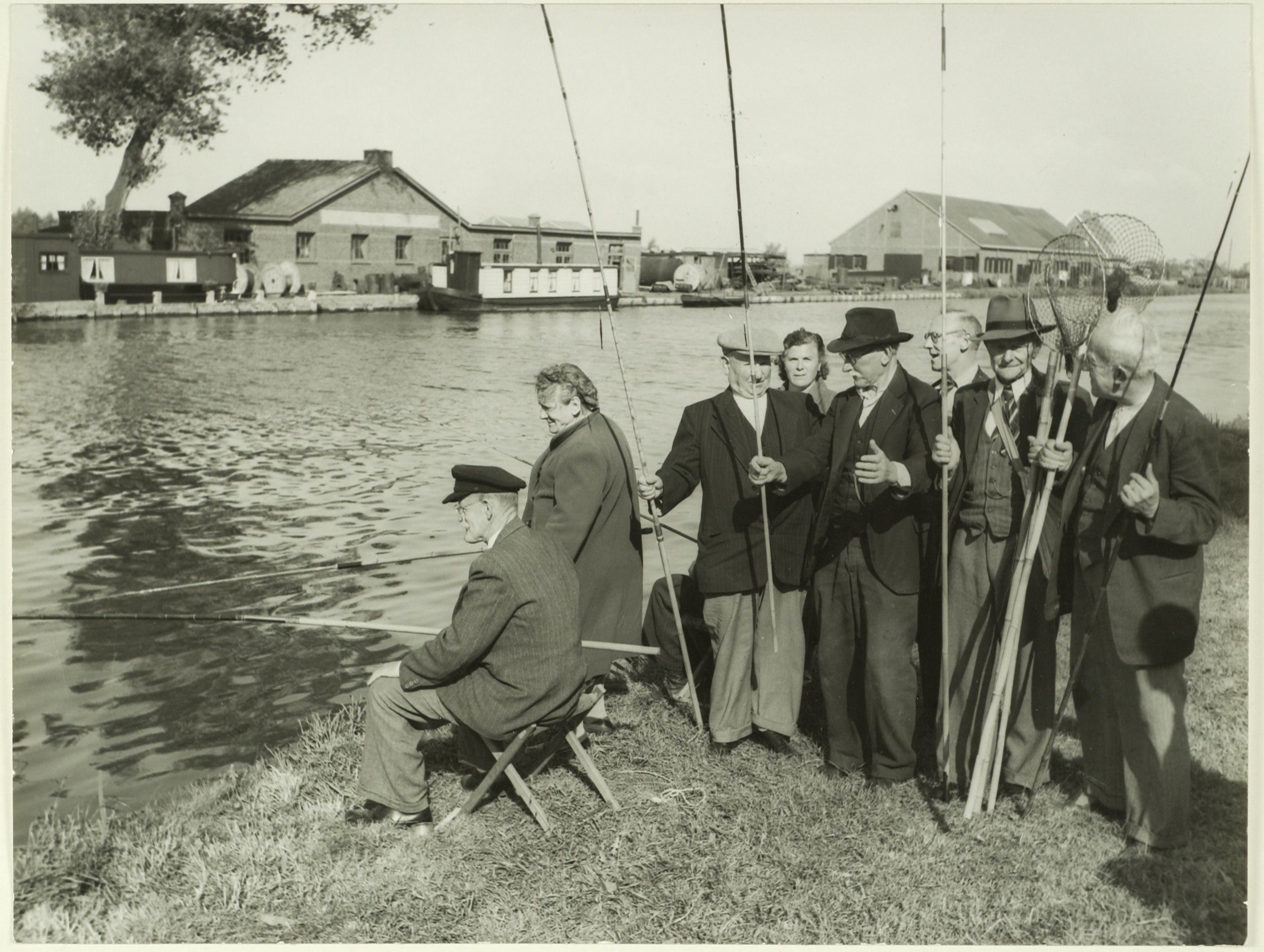
Hengelaars aan de Ringvaart bij de Cruquius, 1954

Rond 1900 waren er nog zo’n 5000 beroepsvissers werkzaam in de Nederlandse binnenwateren, vijftig jaar later was dat aantal door verschillende oorzaken gehalveerd. De Nederlandse visconsumptie verschoof naar zeevis en tijdens de crisisjaren was er voor veel vissers geen droog brood te verdienen. De meestal kleinschalige bedrijven moesten bovendien na 1932 concurreren met een nieuwe leverancier van zoetwatervis: de IJsselmeervisserij.
Daar tegenover vertoonde het aantal uitgereikte akten voor het vissen met meer dan één hengel een sterk stijgende lijn: van 2000 rond 1900 naar 60000 rond 1950. Voor het vissen met één hengel was geen akte nodig, maar sinds 1942 wel een ‘bijdragebewijs ter verbetering van de binnenvisserij’. Rond 1950 werden daar zo’n 350000 van uitgereikt. De groeiende hengelvisserij kreeg geleidelijk de naam sportvisserij.
De belangen van beroepsvissers en sportvissers botsten regelmatig. Sportvissers waren afhankelijk van beroepsvissers voor het verkrijgen van vergunningen. In 1954 werd in de visserijwet geregeld dat beroepsvissers en vissportverenigingen gelijke rechten hadden bij het pachten van viswater. Kuilvissers op het IJsselmeer hadden veel bijvangst van ondermaatse schubvis als baars en snoekbaars, waardoor het aantal volwassen exemplaren afnam wat in het nadeel was van de sportvissers.
In 1968 ging de Tweede Kamer akkoord met een voorstel waarbij prioriteit werd gegeven aan de sportvisserij. Het voorstel bevatte o.a. de mogelijkheid om visrechten gesplitst te verhuren: de aal voor de beroepsvissers, de schubvis voor de sportvissers. In 1970 volgde er een kuilverbod en een deel van de kuilvissers stopte, een deel ging over op andere vistechnieken. De beroepsvissers die met hun bedrijf stopten kregen een vergoeding uit het saneringsfonds voor de visserij.

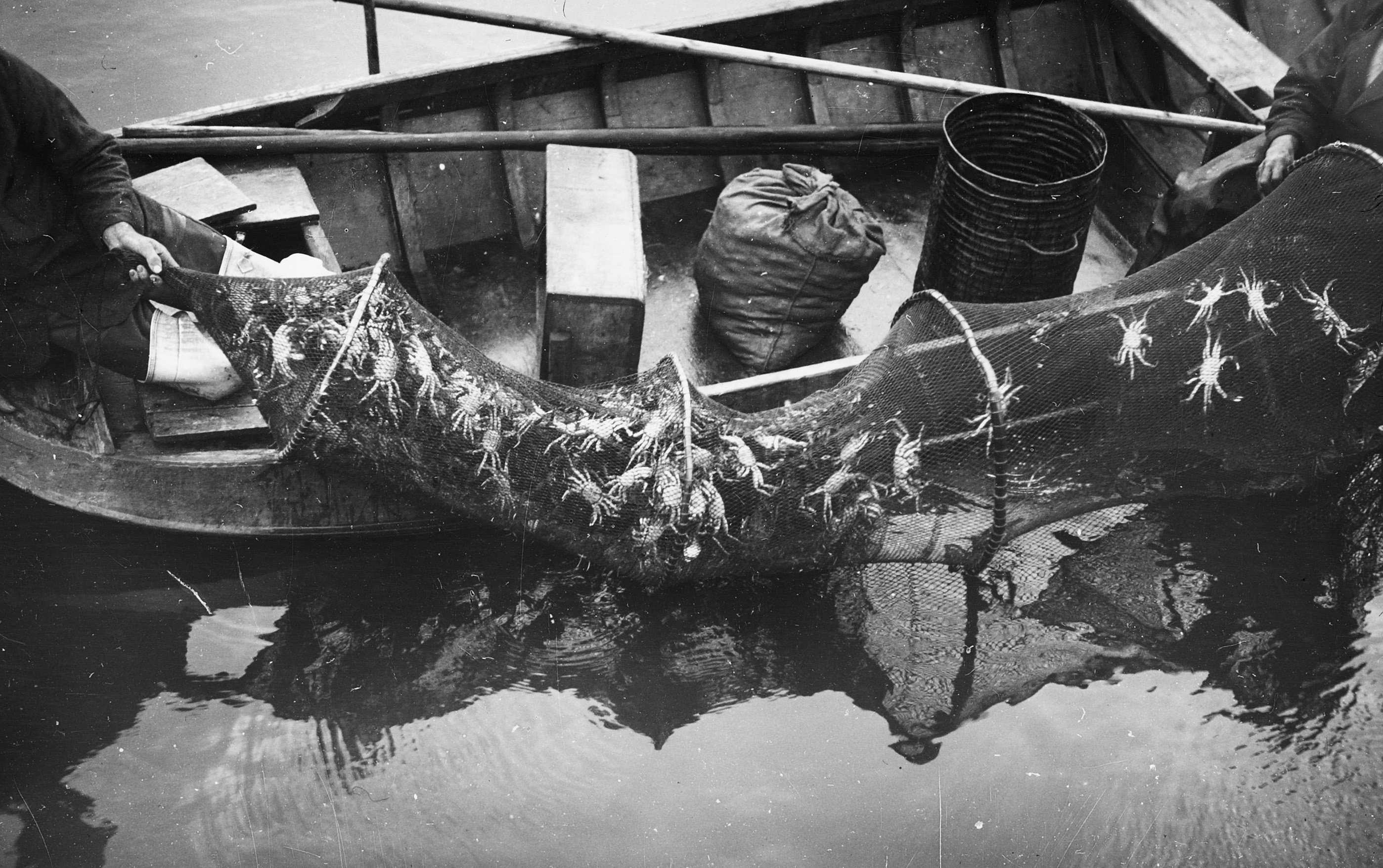
Fuik met wolhandkrabben

### Wolhandkrab
Rond 1935 kwamen de eerste berichten over de schade die de wolhandkrab aanrichtte: aantasten oevers, opeten kuit en vernielen van fuiken. Rond 1955 werd er gesproken over een plaag die moest worden bestreden. Dat bleek onbegonnen werk. Vissers maakten hun aalfuiken van steviger materiaal zodat de krabben minder schade aanrichtten. Rond 1980 kwamen er berichten dat het dier een lekkernij was. In 2012 adviseerde de Commissie Toekomst Binnenvisserij de binnenvissers zich ook op de vangst van dit dier te richten.

### Organisatie ter verbetering van de Binnenvisserij
Vissen als snoekbaars en de aal waren zowel voor de beroepsvisser als de sportvisser van belang. In 1952 richtte de regering een organisatie op die als opdracht had het verbeteren van de visstand door het kweken, aankopen en uitzetten van pootvis in de binnenwateren. Het bestuur bestond uit negen leden, waarvan zowel de beroepsvissers als de sportvissers er drie mochten aanwijzen. De naam werd Organisatie ter Verbetering van de Binnenvisserij, meestal afgekort tot OVB. De OVB kreeg haar inkomsten uit een deel van de prijzen van de Sportvisakte (sportvissers) en de Grote Visakte (beroepsvissers). De OVB zette het werk voort van het in 1941 opgerichte Rijkspootvisfonds, dat tot 1951 was gefinancierd met Rijksmiddelen.

### Kamer voor de binnenvisserij
In de visserijwet werden in 1954 artikelen toegevoegd over de Kamer voor de binnenvisserij. Deze Kamer moest de doelmatige bevissing van de binnenwateren (met uitzondering van het IJsselmeer) bevorderen en zorgen voor een redelijke verdeling van het visrecht. In de Kamer voor de binnenvisserij werden vertegenwoordigers van de verschillende belangenorganisaties benoemd: de Hoofdafdeling  Zoetwatervisserij van de Nederlandse Heidemaatschappij, de Algemene Hengelaarsbond, het Centraal Nederlands Hengelaarsverbond, de Unie van Waterschapsbonden, de Stichting voor de Landbouw en de Federatie van Landeigenaren. De Kamer voor de binnenvisserij begon zijn werkzaamheden op 1 februari 1955 en vanaf dat moment moesten huurovereenkomsten inzake visrecht ter goedkeuring binnen dertig dagen in drievoud naar de Kamer worden gestuurd. Wie viste zonder goedgekeurde huurovereenkomst was strafbaar.
Rond 1970 waren er nog zo’n 1000 beroepsbinnenvissers, rond 2000 waren er nog zo’n 200. Vangsten en prijzen waren in deze periode min of meer gelijk gebleven, maar de kosten waren sterk gestegen waardoor velen hun bedrijf beëindigden. 
Tot 1980 was het nachtvissen verboden, behalve voor beroepsvissers. Het opheffen van dat verbod was de beroepsvissers een doorn in het oog. Ze vreesden een toename van de stroperij. Ook een deel van de sportvissers vond het geen goed idee. In 1981 werd de voorlopige Adviesraad voor de Binnenvisserij ingesteld, waarin alle belangengroepen waren vertegenwoordigd. Vanwege de belangentegenstellingen kwam die regelmatig met een verdeeld advies. In 1985 werd het een permanente Raad, per 1 januari 1997 werd deze opgeheven. Alleen de overlegtaken werden overgenomen door het Overlegplatform Binnenvisserij (1997-2000).

## Ontwikkelingen in de 21e eeuw
Het ministerie van Landbouw, Natuurbeheer en Visserij evalueerde in 1998 het gevoerde beleid ten aanzien van de beroepsbinnenvisserij. Daarin werd geconstateerd dat de ‘verhouding tussen beroep en sport’ sinds de jaren 1970 minder gepolariseerd was, maar ‘nog steeds niet optimaal’. Wel brak geleidelijk het inzicht door dat er ook gemeenschappelijke belangen waren. Dat waren o.a. het behoud van geschikt viswater, het verbeteren van de waterkwaliteit en het beheren van de visstand.
Een jaar later volgde het beleidsbesluit binnenvisserij. Centraal daarin stond de oprichting van visstandbeheercommissies (VBC) op regionaal niveau, met als taak het maken van een visstandbeheerplan. Belangrijk in dat plan was het beschermen van de visstand en het scheppen van gunstige leefomstandigheden voor inheemse vissoorten als fint, houting, elft, steur, aal, zalm en zeeforel. Verder moest er geregeld worden dat er per waterperceel maar één huurder of visrechthebbende was. Ook moesten er maatregelen ter bestrijding van illegale visserij en stroperij in worden opgenomen evenals maatregelen om nieuwe kolonies aalscholvers te voorkomen.
In het beleidsplan was ook aandacht voor de economische achteruitgang van de beroepsvisserij. De bedrijfsbasis moest worden verbreed door naast aal ook schubvis economisch te benutten. Dat moest dan wel in het visplan worden afgestemd met de sportvisserij. De IJsselmeervisserij moest juist kleinschaliger en overbevissing moest worden tegengegaan.
In de VBC waren vertegenwoordigd de sportvisserij, de beroepsvisserij, de waterbeheerders en de beheerders van natuurgebieden. 
De Organisatie ter verbetering van de Binnenvisserij zette in 2004 voor het laatst pootvis uit. Sinds enkele jaren werd pootvis niet meer beschouwd als het juiste middel om de visstand te herstellen. In 2006 vormde deze door de overheid opgerichte organisatie samen met de Nederlandse Vereniging van Sportvissersfederaties de private organisatie Sportvisserij Nederland.
In de praktijk was de binnenvisser helemaal afhankelijk van de aal, want schubvisrechten kreeg hij niet of nauwelijks. De Commissie Toekomst Binnenvisserij adviseerde in 2012 dat in de visstandbeheercommissies afspraken zouden worden gemaakt over het verantwoord benutten van elkaars visrechten. Zo werd de binnenvisser minder afhankelijk van de aal en dat zou verder verbeteren als hij ook zich ook zou richten op de vangst van wolhandkrabben, met name in de periode dat de aalvangst gesloten was. Dan moesten de aalfuiken wel aan de achterkant worden voorzien van een zogenoemd ontsnappingsruifje, een stukje net met grotere mazen waaruit de aal kan ontsnappen.

### Visstandbeheer
Het opstellen van een visplan gebeurt in de Visstandbeheercommissie. De beroeps- en sportvissers laten daarin zien hoe ze in hun gebied op een duurzame en verantwoorde manier gaan vissen. De daarvoor noodzakelijke beheermaatregelen in dat gebied worden in het plan opgenomen. Het gaat dan o.a. over het uitzetten van vis, de hoeveelheid te vangen vis, het aangeven van wie waar vist en waarmee. Verder worden er afspraken vastgelegd over onderzoek en monitoren van de visstand en het registreren van de vangsten. Er moet in het plan rekening worden gehouden met de eisen vanuit natuurbeheer en waterbeheer.  De waterbeheerders zijn verantwoordelijk voor de uitvoering van de visplannen.
In 2012 waren er nog ongeveer 150 binnenvissers actief, waarvan het bedrijf niet of nauwelijks economisch rendabel was. De aalvangst was door het aalvangstverbod van drie maanden per jaar sterk teruggelopen en de vangst van de wolhandkrab kon dat niet compenseren. Wie wilde blijven vissen zou kunnen worden ingeschakeld bij werk dat verband houdt met de primaire visserij. Gedacht werd o.a. aan onderzoeks- en monitoringswerkzaamheden en het wegvangen van ongewenste vissoorten. In plaatsen waar de visserij een cultuurhistorische functie heeft zou een visser een rol kunnen spelen bij toerisme en educatie. 
De half miljoen sportvissers zorgden naar schatting voor 3300 mensen werkgelegenheid en het economisch belang daarvan was veel groter dan de 6,5 miljoen omzet van de kleinschalige beroepsbinnenvisserij.
De Combinatie van beroepsvissers, een organisatie van kleinschalige beroepsvissers, werd in 2017 opgeheven. Er bleven wel regionale bonden bestaan en een deel van de werkzaamheden van de Combinatie werd overgenomen door NetViswerk. 
Op de basislijst beroepsbinnenvissers van de Rijksdienst Voor Ondernemend Nederland (RVO) staan 79 bedrijven  per 1 oktober 2020. Daarop staan o.a. de Friese bond van binnenvissers, die elf leden heeft en de Coöperatieve Producenten Organisatie Nederlandse Vissersbond IJsselmeer U.A. met ongeveer 70 vergunninghouders. 
De bijna 800 hengelsportverenigingen in Nederland hadden in 2019 bijna 550000 leden.